# فلسفه ایتالیایی
در طول اعصار، فلسفه ایتالیایی تأثیری گسترده بر فلسفه غرب داشت که در یونان باستان و روم باستان آغاز گشت و تا انسان‌گرایی رنسانس، عصر روشنگری و فلسفه جدید ادامه یافت.